# Renaud de Briel
Renaud de Briel (parfois Renaud de Bruyères dans la littérature ancienne), mort vers 1222, est un chevalier champenois devenu le premier baron de Karytaina, en principauté d'Achaïe (Grèce franque).

## Biographie
Originaire de Briel-sur-Barse en Champagne, Renaud accompagne Geoffroi de Villehardouin lors de la quatrième croisade, voyageant directement vers la Syrie plutôt que Constantinople avec la majorité des croisés. Renaud rejoint alors la Grèce, où après cinq ans de service comme chevalier, il est nommé seigneur de Karytaina (1209-1222) par Geoffroi Ier de Villehardouin. Le frère cadet de Renaud, Hugues le rejoint en Grèce en 1215 et épouse la fille de Geoffroi Ier, Alice. Hugues succède à son frère comme baron de Karytaina (c. 1222-1238).

## Source
- Antoine Bon, La Morée franque : Recherches historiques, topographiques et archéologiques sur la principauté d’Achaïe, Paris, De Boccard, 1969 (lire en ligne).
- (en) Theodore Evergates, « The Origin of the Lords of Karytaina in the Frankish Morea », Medieval Prosopography, vol. 15, no 1,‎ 1994, p. 81–114 (JSTOR 44947037).
- (en) Theodore Evergates, The aristocracy in the county of Champagne, 1100-1300, University of Pennsylvania Press, 2007.